# Chiesa dei Santi Simone e Giuda (Bellinzona)
La chiesa parrocchiale dei Santi Simone e Giuda di Preonzo è un edificio religioso che si trova a Preonzo, frazione del comune di Bellinzona in Canton Ticino.

## Storia
La chiesa venne consacrata nel 1459 e rielaborata nel 1533. Nel XVII secolo venne rimaneggiata secondo il gusto barocco dell'epoca.

## Descrizione

### Esterno
La chiesa si presenta con una facciata a capanna che conserva lacerti di affresco risalenti al 1627. 
A fianco della chiesa si erge il campanile, realizzato a partire da una torre campanaria in stile romanico. 

### Interno
La chiesa ha una pianta ad unica navata, suddivisa in tre campate e sormontata da una volta a botte lunettata. 
Il coro, coperto da una volta a crociera, venne affrescato nel 1655 da Cristoforo Finale, e conserva un altare maggiore risalente al 1662.